# Neckera phleoides
Neckera phleoides là một loài rêu trong họ Neckeraceae. Loài này được (Desv. ex Brid.) Müll. Hal. mô tả khoa học đầu tiên năm 1850.